# 万歳三唱令
『万歳三唱令』（ばんざいさんしょうれい、旧字体：萬歲三唱令）は、1990年代の日本で、「万歳三唱の作法を定めた太政官布告」と称して出回った偽文書。創作者の素性や動機、文書拡散の経緯が判明した数少ない偽書の例である（後述）。

## 概説
『万歳三唱令』には、明治12年（1879年）4月1日施行の「太政官布告第168号」という趣旨の表記がされており、一見本物のように見えるがそのような布告は実在しない。1999年（平成11年）には、この文書に関する報道が見られる。国立国会図書館には、1996年（平成8年）頃から『万歳三唱令』に関する問い合わせが始まったとのことであり、それ以前から官公庁を中心に出回っていたものと推測される。一部には、その存在を信じた者の発案による実施例も存在し、特に復古主義的団体による実施例や紹介が見られる。『万歳三唱令』に定められている万歳の作法は「両手を真上に挙げると同時に右足を半歩踏み出す」という一般的でないものとなっており、布告日が書かれていないにもかかわらず、番号が打たれている。
『万歳三唱令』の性質は他の政治的な偽書などのそれとは異なり、万歳の作法上の混乱を招く程度で、存在にあまり意味はない。噂研究を専門とし、福島大学助教授時代に自身の研究室のウェブサイト上で「万歳三唱令を疑ってみよう!」というページを公開していた心理学者の佐藤達哉は、一部で同文書が広まった背景を「創作されたこっけいなしぐさが優れていたことに加え、万歳には“お手上げ”の意味があるなど、どこかあいまいなところがある。そんなモヤモヤした人の気持ちに『三唱令』の文書がぴたりとはまり、受け入れられたのでは」と指摘している。『万歳三唱令』と同じように、「つくられた伝統」が流通し、真実と誤認された例として江戸しぐさがあるが、江戸しぐさを検証した著書を持つ歴史研究家の原田実は、江戸しぐさや『万歳三唱令』が受容される背景について「動作を定型化して型にはまることの心地よさがあるのではないか。また、いったん信じた世界観は、なかなか自分から否定できないところもあるでしょう」と説明している。

## 創作者の告白
熊本県の『熊本日日新聞』（熊日新聞）が、2017年12月19日付の1面コラム「新生面」で『万歳三唱令』を取り上げたところ、創作者を名乗る匿名の手紙が届いた。差出人は「正萬会議事務局」で、県内郵便局の消印があり、文面によれば長く県内に住んでいるという。手紙によれば、『万歳三唱令』は筆者とその仲間が創作したもので、1985年頃に行われた職場の月例ゴルフコンペの打ち上げにて、1人が突然右足を踏み出して万歳したところ、それが「面白い万歳」として仲間内で流行し、さらに周囲からの問い合わせが続いたため文書化し、「どうせやるなら尤もらしく」と文案を練り上げていったという。『万歳三唱令』が全国に広まったことに対しては、「国会図書館その他関係諸機関にご迷惑をお掛けしたことを少なからず反省」と述べる一方で、「全く悪気はなく、酒席の最後を盛り上げる一発芸と位置付けていた」と弁明していた。
2018年1月23日、熊本市中央区の「びぷれす熊日会館」にて、『万歳三唱令』創作者を名乗るグループで熊本市と合志市に居住する当時60〜70代の元公務員の男性3人組（以下A、B、C）が『熊日新聞』の取材に応じたことで、同文書が生まれた経緯が明らかになった。
彼らの証言によれば、『万歳三唱令』誕生の最初のきっかけは、Aが1985年前後に職場の定例ゴルフコンペ後の宴席にて、ふらふらと立ち上がり変な格好で万歳を行った人物を見たことにある。次いでAがそれを真似つつ、右足を前に出しながら両腕を挙げるという、後に『万歳三唱令』に記される方式で「万歳」を行うようになると仲間から好評を博したため宴会の終わりには必ず行うようになり、ゴルフをやらずに「万歳」だけを見たり行ったりするためだけに宴会に出席する者も現れるようになった。その後、職場を異動したAは、環境の変化もあって「万歳」を披露する機会をしばらく失っていたが、平成に入った1989年頃にとある研修に参加していた折、「あまりに暇だったので、万歳三唱令というものを作ってみよう」と思いつき、西南戦争後に出されたという設定で太政官布告の体裁をとり、『断髪令』や『廃刀令』に続く『明治三大布告』にしようという構想の下にその文章を練り始めた。そして同時期にAはBとCと知り合って親交を結び、3人は「正しい萬歳三唱を普及する国民会議」（正萬会議）を称し、その初代事務局長にはAが就任した（2代目事務局長はB）。彼ら正萬会議は『万歳三唱令』の作成に連携して当たったが、特に1990年代初め、AとBは東京出張の合間を縫って国立国会図書館を訪れ、明治時代の太政官布告の実物を閲覧し、その成果として文中の「条」の字を旧字の「條」にするなど細部にこだわりを見せるようになっていった。そして、「やるからには、できるだけもっともらしくしよう」と3人はさらに改定を重ね、最終的に『太政官布告 萬歳三唱令』と『萬歳三唱実践に関する勅令』が出来上がった。3人は職場が近かった熊本市健軍界隈を手始めに、Aは主に熊本市内、BとCはそれぞれの転勤先である久留米市内、鹿児島市内の飲み屋などで『万歳三唱令』の「普及活動」に努めた結果、実演をせがまれたり、指導を請われたりすることが増えていった。3人はそのたびに『万歳三唱令』や『勅令』の紙面を手渡すと同時に「酒の席以外では絶対にやっちゃダメだぞ」と必ず付け加えていたが、文書が繰り返しコピーされ全国に流通する過程で、口頭の注意は忘れ去られていった。そして1999年、共同通信が『万歳三唱令』に関する問い合わせが国立国会図書館に相次ぎ、同館が「うっかり信じないで」と呼び掛けているという内容の記事を配信し、『熊日新聞』や鹿児島県の『南日本新聞』、一部の全国紙にも掲載されたことで正萬会議に転機が訪れた。関係機関に迷惑をかけたという反省に加えて、『万歳三唱令』が「不幸の手紙のように広がった」と報じられたことにショックを受けた3人は、これを機に正萬会議としての活動を停止し、文書も封印したという。
上記の取材に立ち会った佐藤達哉は、噂の発信元が分かることは非常にまれで、日本国内では1例しか知られていないことを挙げ、『万歳三唱令』のように文書を介して広がる噂は「文書流言」と呼ばれるが作者本人が分かった例としては初めてではないか、「世界的に重要な発見…かもしれない」と指摘し、一連の創作活動を行った正萬会議に対しては、面白い動作の「万歳」を文書化するのみならず、それを『万歳三唱令』と名付けて明治三大布告に位置付けようとしたそのユーモアセンスと知性に驚かされ、本物の太政官布告を調査して様式を整えるという緻密さにも脱帽せざるを得ないと肯定的な評価を示している。

## 本文
世間に出回っている『万歳三唱令』の文言は、漢字や表現などに細かい差があるものの、概ね以下のような内容になっている。正萬会議が作成した「明治12年版」のほかに「明治22年版」も存在し、後者はその第1条文頭に「明治憲法発布に伴い」という文言が加えられ、同文書の内容をより重大に見せかけるための物語性が付与されているが、同時に「條」ではなく「条」の字を用いている「こだわり」のなさから、正萬会議とは別の人物によるものと推測される。

### 要旨
本文
別紙のとおり明治12年4月1日よりこれを施行する。
右、勅旨を奉じ、布告する。
第一条：発声は、大日本帝国と帝国臣民の永遠の発展を祈って行うこと。
第二条：音頭を取る者は、気力充実・態度厳正を心掛けること。
　　　　唱和の際には、全員心を一つにして声高らかに行うこと。
第三条：細部については別に定める。（実施要領を参照）
実施要領
1．万歳三唱の基本姿勢は直立不動である。両手は指をまっすぐ下方に伸ばし体の側面にしっかり付ける。
2．万歳の発声とともに右足を半歩踏み出し、同時に両腕を垂直に高々と挙げる。その際、両手の指をまっすぐに伸ばし両掌を内側に向けておく。
3．万歳の発声終了と同時に素早く元の直立不動の姿勢に戻す。
4．以上の動作を三度繰り返して行う。いずれの動作も節度を持ち、かつ気迫を込めて行うことが肝要である。

## 文書の受容
自由民主党衆議院議員の木村太郎は、当時の内閣総理大臣鳩山由紀夫が行った万歳三唱について、「正式な万歳とは違うように見受けられた。日本国の首相として、万歳の仕方をしっかりと身につけておくべきだ。首相は作法を知っているか」という質問主意書を2010年（平成22年）2月3日提出をし、国会でも質疑を行った。なお、質問主意書への答弁書として、鳩山は衆議院議長を通して「万歳三唱の所作については、公式に定められたものがあるとは承知していない」と返答した。
田沼隆志は、日本維新の会所属の衆議院議員であった平成25年（2013年）10月19日に、自身の公式ブログで祝賀会の様子を報告した際、『万歳三唱令』に基づいた礼式を「正式である」として、写真とともに紹介した。
2019年10月22日に行われた徳仁の即位礼正殿の儀において、当時の内閣総理大臣安倍晋三が行った万歳の仕方を称賛する形で「手のひらを内側に向けるのが正しい万歳」という言説がTwitterなどで拡散し、再び万歳三唱令に注目が集まった。
前述の創作者グループを取材した『熊日新聞』は、2017年の衆議院選で共同通信が全国の新聞社に配信した写真を見ても、北海道から九州まで、当選者が両手を内側に向けて万歳しているポーズが半数以上あることを挙げ、グループが活動を控えてから20年近く経っても『万歳三唱令』が社会の記憶から消え去ることはなかったようだと指摘している。さらに、インターネット上では万歳三唱令を本物の太政官布告として紹介する動画や、『万歳三唱令』はニセ文書だと指摘しながら「書かれている万歳の作法は伝統に則っている」などの擁護論もあると報じている。ただし、正萬会議メンバーによれば『万歳三唱令』は完全な創作で、お手本となる「伝統」は存在しない。
佐藤達哉は、この状況が続くと『万歳三唱令』に記載されたやり方がデファクトスタンダードになりうるとし、そうなれば最初の「万歳」ポーズが行われた1985年から30年を経て新たな文化が創造されたともいえ、「嘘から出た真」を地で行く話で全く痛快ではなかろうかと論評している。続けて、熊本に『万歳三唱令』発祥の地、または「手のひら内向きバンザイ発祥の地」という記念碑を立てたらどうだろうかとも提言し、それくらいのユーモアセンスがあってこそ『万歳三唱令』創作者たちの創意工夫と諧謔味へより接近することができ、新しい文化もより輝くだろうと述べている。

## 手のひら内向き万歳
手のひらを内側に向ける万歳の所作に限れば、万歳三唱令以前にも、独自のマナーとして紹介されている。1982年から1985年まで日本テレビで放送されていた番組『久米宏のTVスクランブル』において、樋口清之の指導によるものとして、「（両腕を）あげ終わったとき、手のひらはあくまで頭を間にして内側に向かい合っていなければなりません」という所作が「正しいバンザイの仕方」として放送された（脚部は万歳三唱令と異なり動かない）。このマナーは、衆議院解散時の議員の万歳のポーズの検証をし、お手上げの姿勢になっている議員がいるとして、政治関係者は知っておくべきことだと紹介された。
2020年、BuzzFeed Japanの旗智広太が手のひらを内側に向ける万歳の所作に関する過去の新聞や広報紙の記事を紹介している。産経新聞（2000年6月2日号）の記事では、「自民党などのベテラン議員の間で受け継がれていた万歳の仕方」と記載されている。また、同記事の中で「手のひらが前では、『何も持ってない』『降参だ』を意味し、これから戦うのに意気があがらない」という閣僚経験者の声も紹介されている。北日本新聞（2012年12月12日号）のコラム欄では、「中締めに立った県内の首長や経済人から何度か聞いた。」として万歳の「作法」が紹介されており、「真偽はともかく、締めの万歳に込められた思いを考えれば納得の説明である」と書かれている。旗智は、これらが万歳三唱令に端を発したものなのか、政治家の中で連綿と受け継がれていたものなのか今となっては分からないが、「正しい」「正式な」とするのは表現が行き過ぎていると指摘している。陸上自衛隊第14旅団の広報紙（2017年8月号）では、「万歳の掌（てのひら）は前向きか内向きか?」というコラムを掲載している。そこでは、「両掌は内向きに」とした「万歳三唱令」が存在しないものであることを指摘し、「昔からの習慣上では、どのような万歳が一般的なのであろうか」と記し、内向きと前向きが持つ意味を取り上げた上で、「結論として、万歳の所作は発声と共に両手を勢いよく挙げる動作、という事でよいと思われる。」と結んでいる。